# Constanza Palma
Pour les articles homonymes, voir Palma.
Constanza Palma est une joueuse de hockey sur gazon chilienne évoluant au poste de milieu de terrain au Club Deportivo Universidad Católica et avec l'équipe nationale chilienne,.

## Biographie
Constanza est née le 29 mars 1992 à Santiago.

## Carrière
Elle a été appelée et a fait ses débuts en équipe première en 2010.

## Palmarès
- : 2e au Championnat d'Amérique du Sud en 2010
- : 2e aux Jeux sud-américains en 2014
- : 2e à la Coupe d'Amérique en 2017
- : 2e à la Coupe d'Amérique en 2022
- : 3e aux Jeux sud-américains en 2018